# Kvinnherads kyrka
Kvinnherads kyrka (nynorska: Kvinnherad kyrkje) är en stenkyrka byggd runt år 1250. Kyrkan ligger i tätorten Rosendal i Kvinnherads kommun i Vestland fylke i västra Norge. Den ägdes länge av Baroniet Rosendal men kommunen tog över ägandet 1910. Kyrkan har 380 sittplatser.
Interiören i kyrkan har genomgått stora förändringar under åren och endast altaret samt två gotiska klockor har bevarats från dess ursprungliga skick.

## Bilder

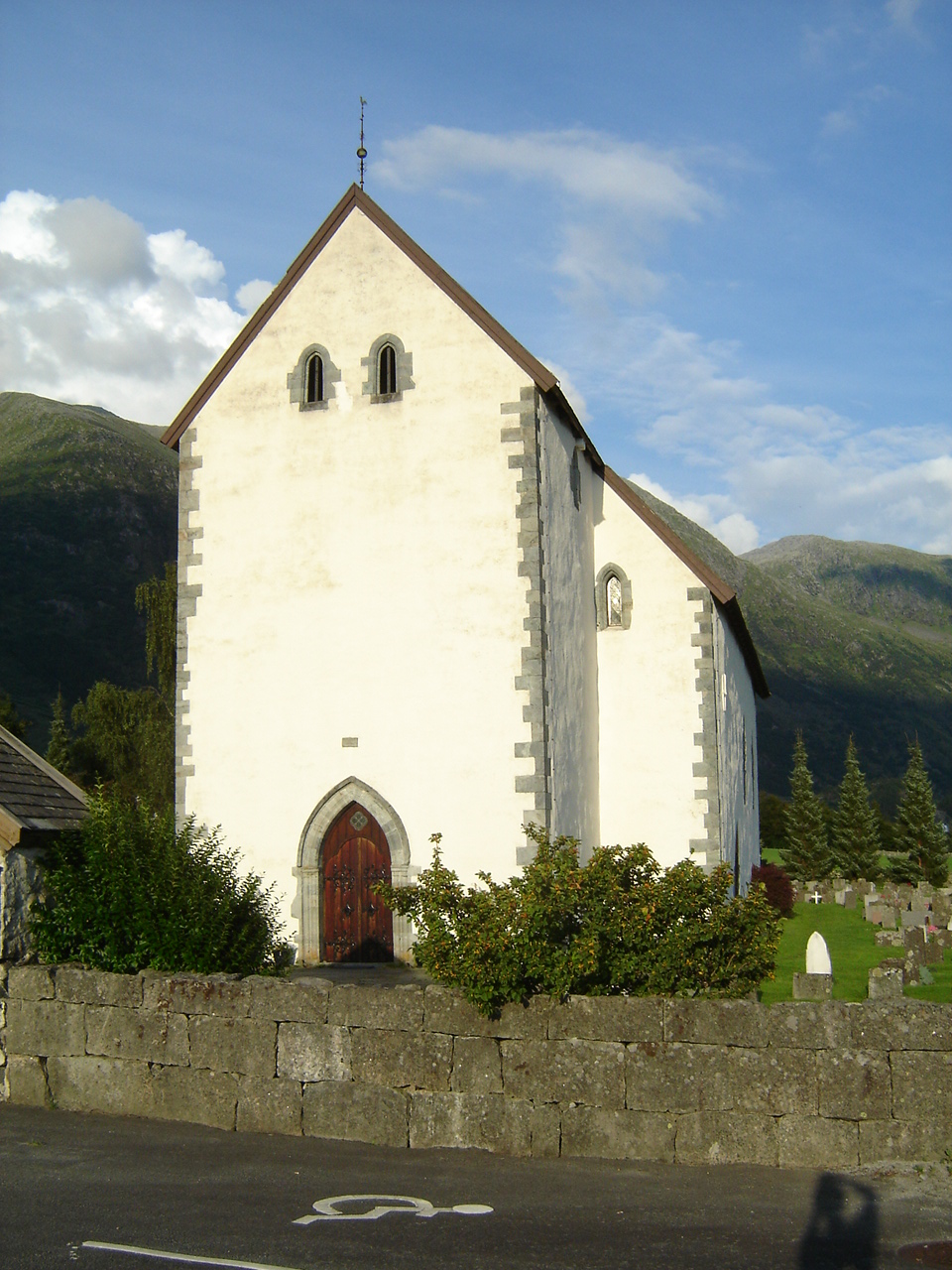
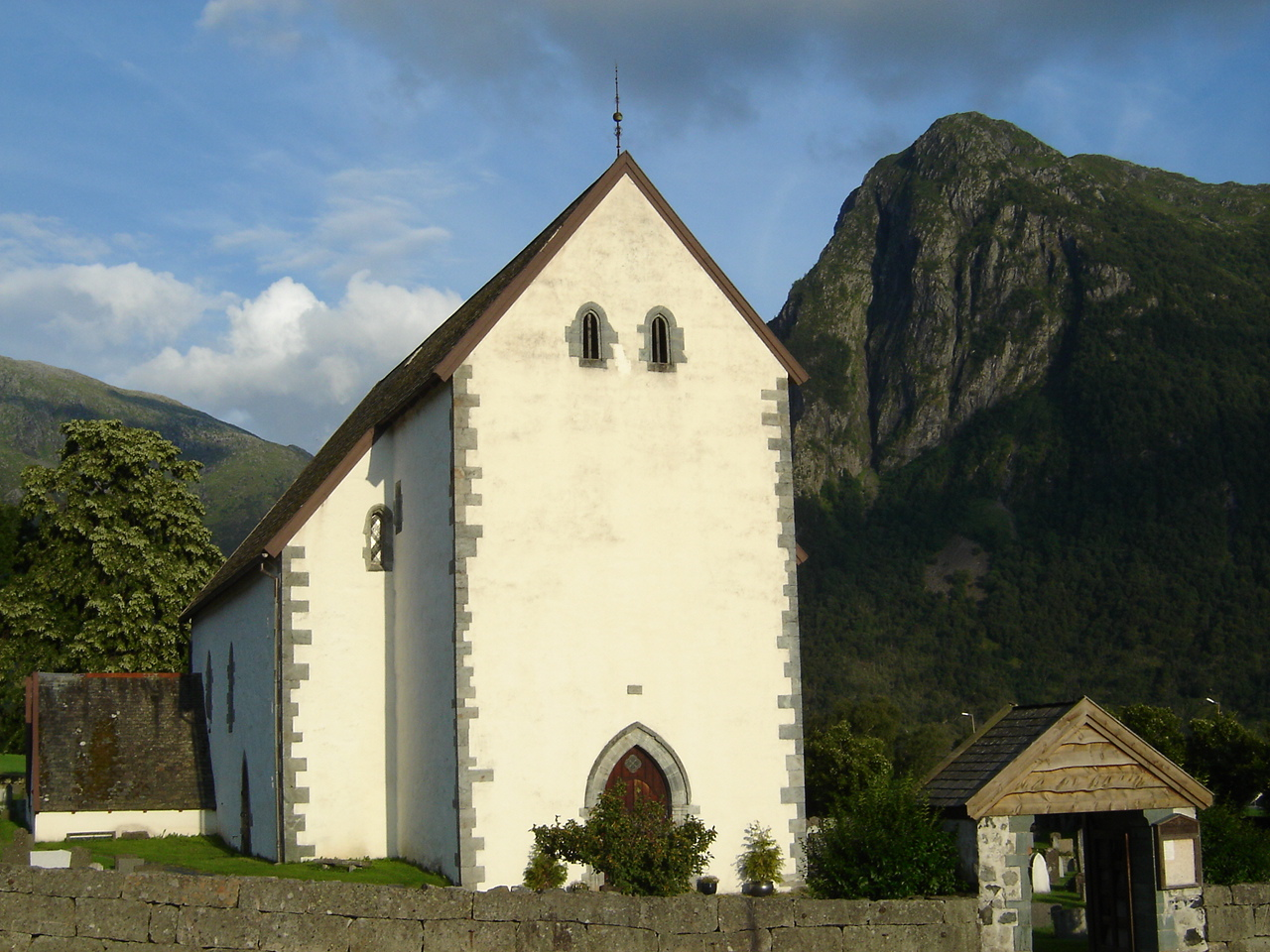
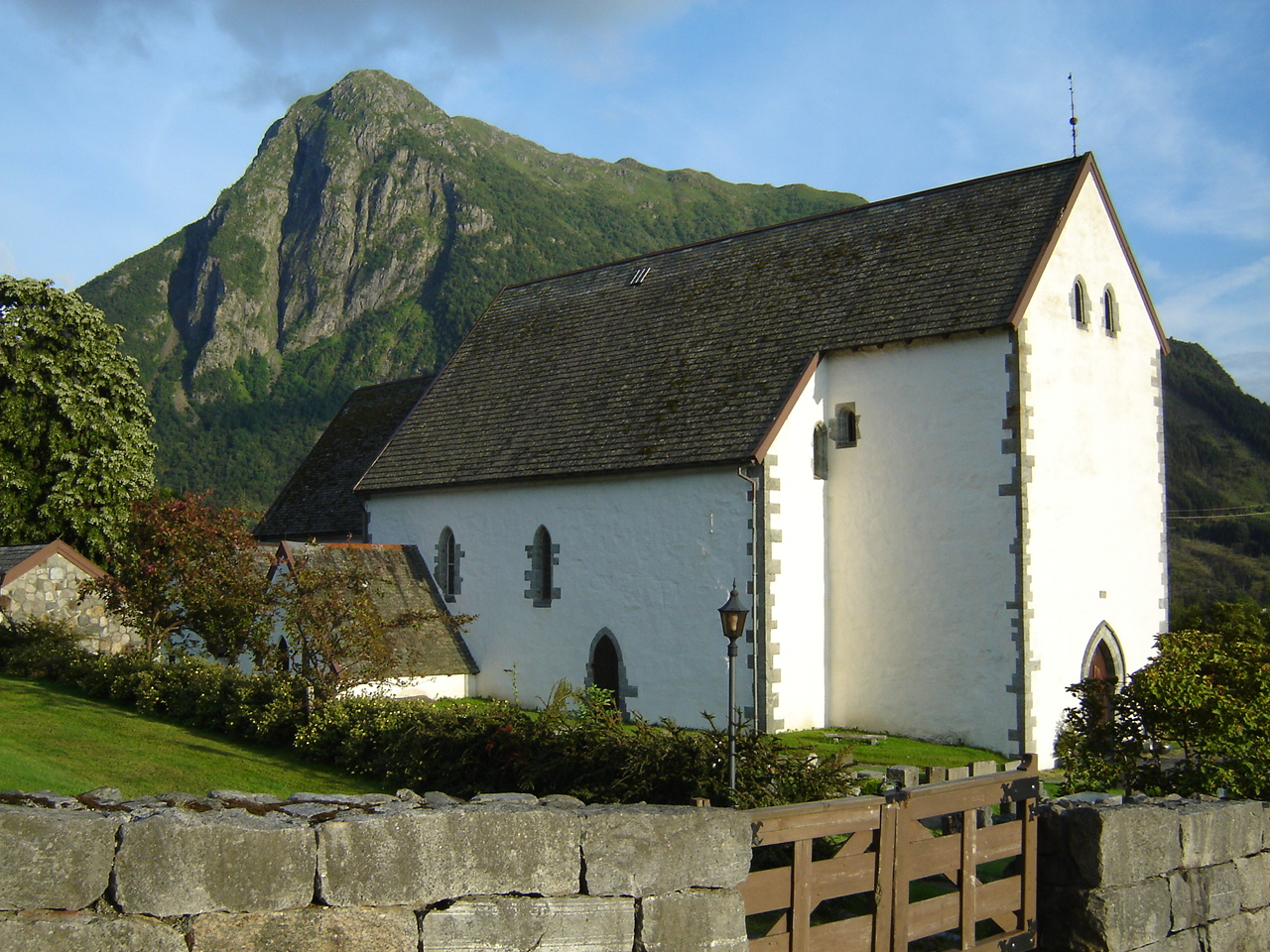
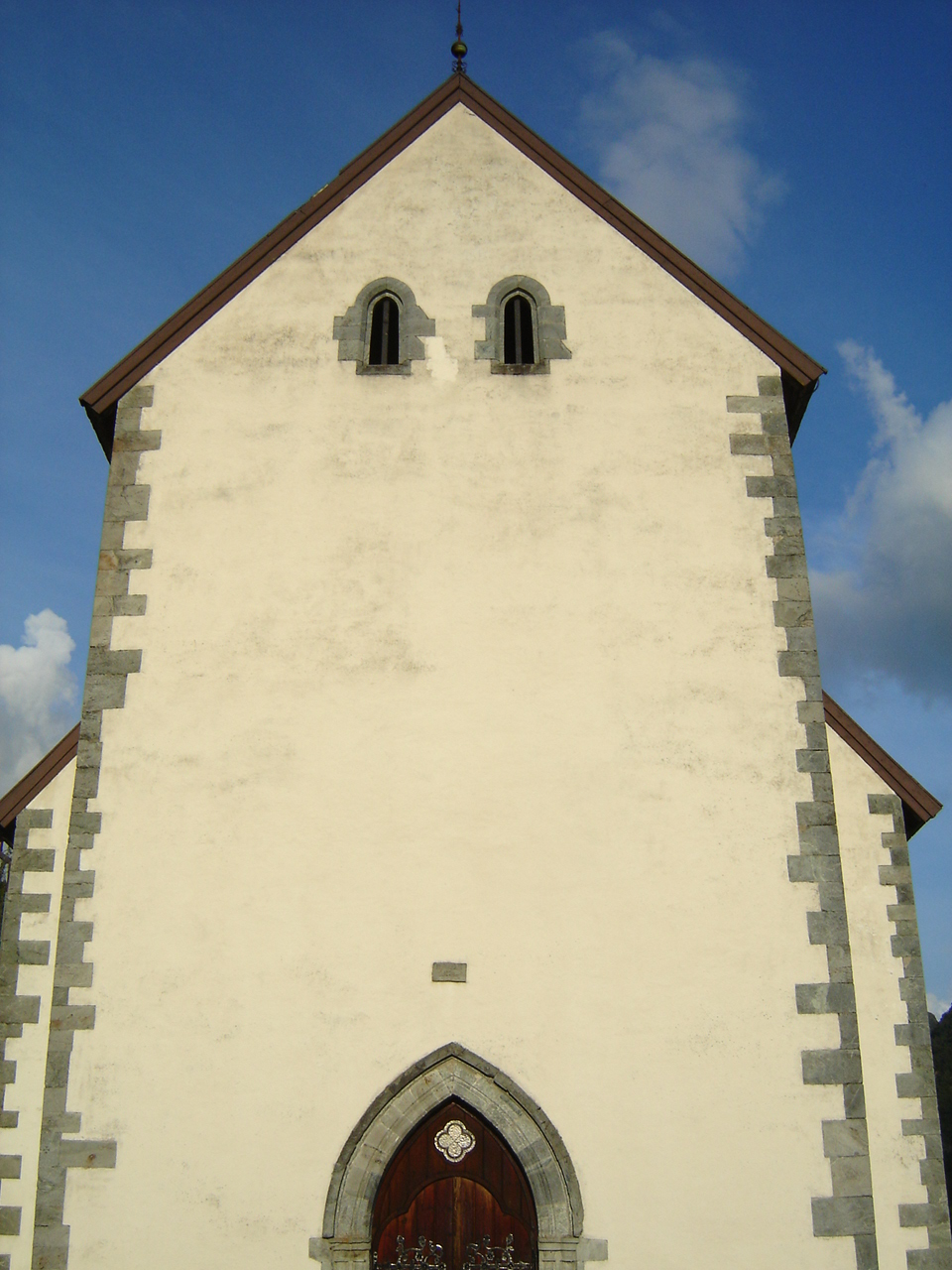
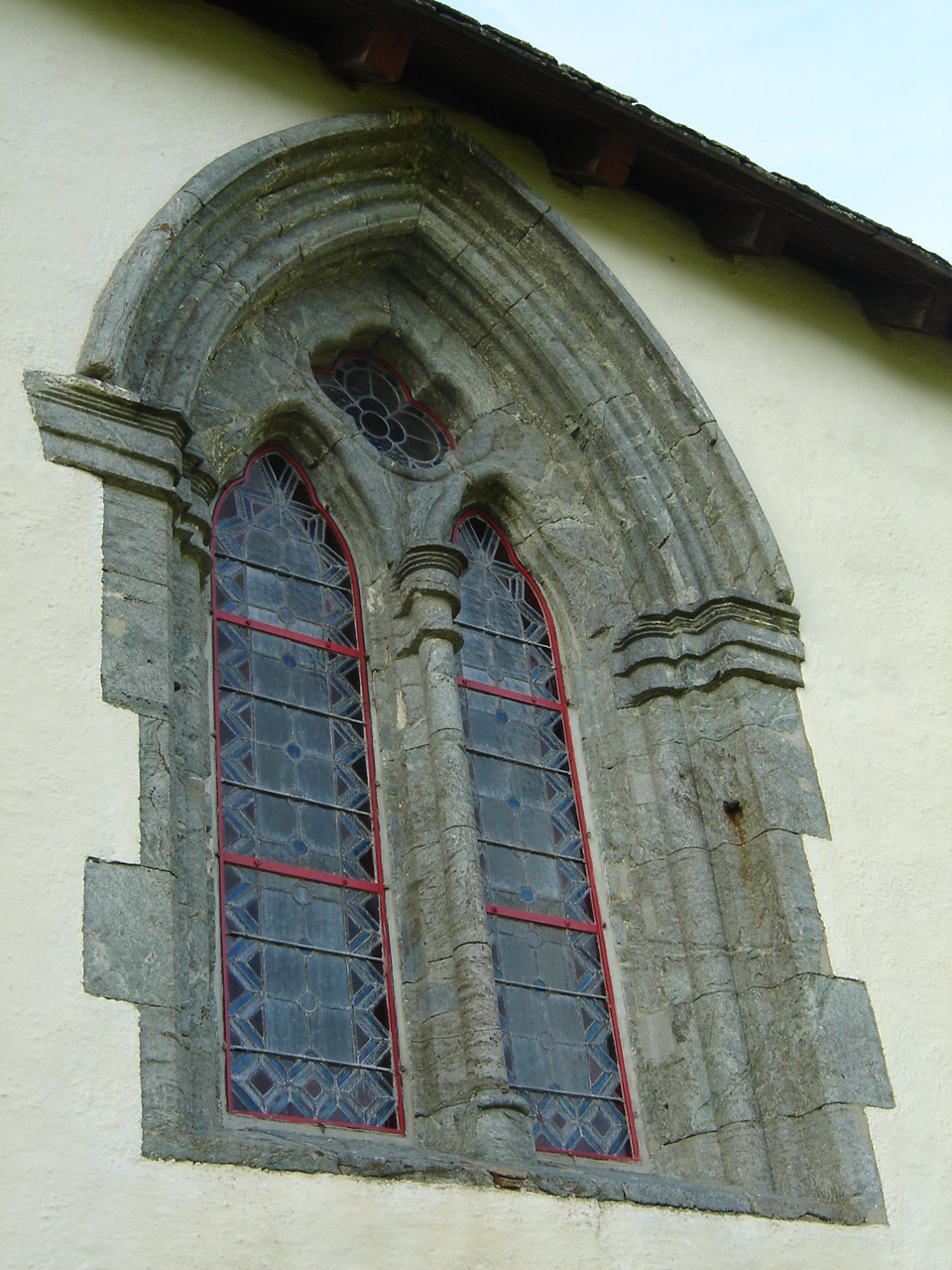
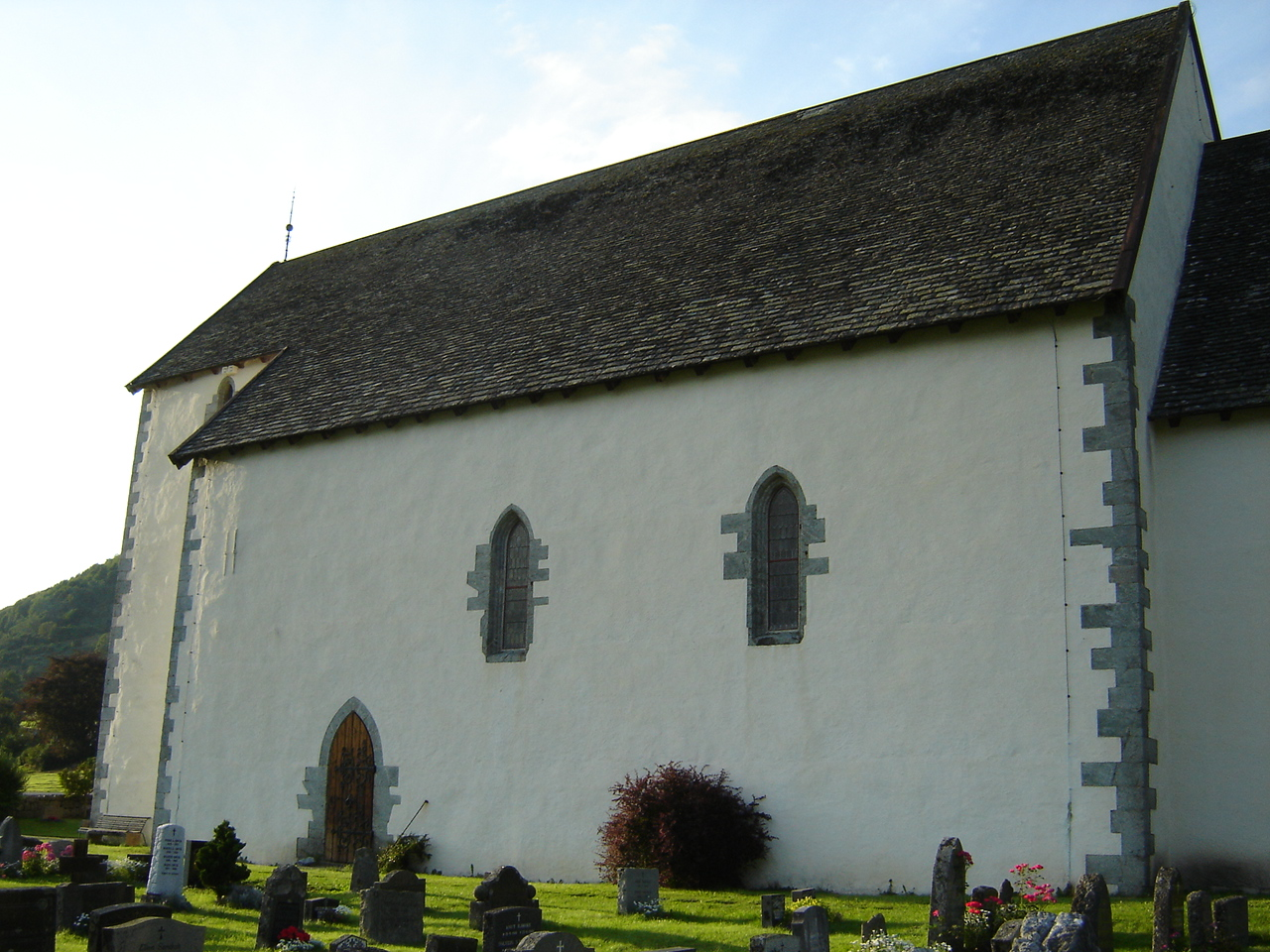
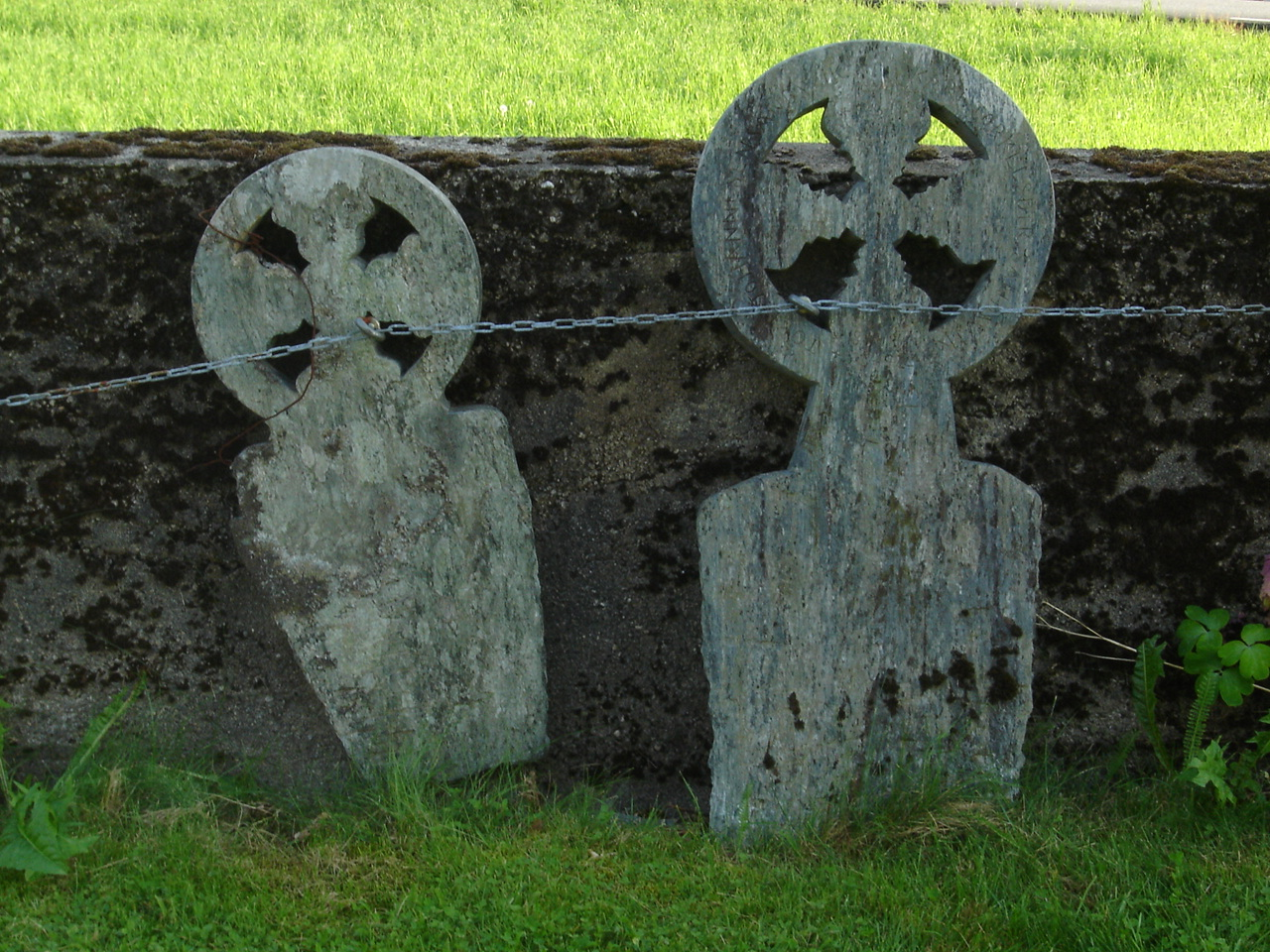